# 하비에르 바르뎀
하비에르 앙헬 엔시나스 바르뎀(스페인어: Javier Ángel Encinas Bardem, 1969년 3월 1일~)은 스페인의 배우이다. 2007년에 《노인을 위한 나라는 없다》에서 사이코패스 살인마 안톤 쉬거 역을 맡아 아카데미 남우조연상을 수상하였다. 그는 또한 《하몽 하몽》, 《라이브 플래쉬》, 《보카 보카》, 《햇빛 찬란한 월요일》, 《씨 인사이드》에서 비평가들의 절찬을 얻었다. 그는 2012년 영화 《007 스카이폴》에서 주요 악역인 라울 실바를 연기하여, BAFTA와 SAG에서 남우조연상 후보에 올랐다.
바르뎀은 또한 한 차례의 골든 글로브상, 미국 배우 조합상, BAFTA, 칸 영화제의 남우주연상과 5번의 고야상, 두 번의 유럽 영화상, 베네치아 국제 영화제의 남우주연상을 수상하였다. 그는 아카데미상 후보(2000년, 《비포 나잇 폴스》, 남우주연상)에 올린 최초의 스페인인이며 또한 아카데미상은 수상한 최초의 스페인인이다. 그는 《비우티풀》에서 그의 세 번째 아카데미상 후보이자, 두 번째 아카데미 남우주연상 후보에 올랐다.

## 생애
최근 몇 년 동안 하비에르 바르뎀은 세계무대에서 가장 눈에 띄는 스페인 배우로서 자신의 위치를 확립해왔다. 지금까지 아카데미상 남우주연상 후보에 오른 유일한 스페인 배우이기도 한 그는 스페인에서 가장 유명한 영화계 집안의 일원이다. 여배우 필라르 바르뎀의 아들이자 후안 안토니오 바르뎀 감독의 조카인 그는 폭넓은 연기를 선보이며, 잘 생긴 외모를 이용하거나 연기하기 쉬운 역할들은 대체로 거부해왔다.
바르뎀의 초기 경력에는 비가스 루나 감독과 함께 한 작업들이 있다. 그는 루나의 「룰루(1990)」에서 작지만 눈길을 끄는 역할을 연기한 후 「하몽 하몽(1992)」과 「골든볼(1993)」 두 편을 더 함께 하면서 세계적인 인지도를 확보했다. 그 후로는 현대 스페인 영화계의 가장 뛰어난 감독들의 작품에서 계속 주연만 맡아왔는데, 예를 들면 페드로 알모도바르의 「라이브 플레쉬(1997)」와 알렉스 데 라 이글레시아의 「페르디타(1997)」, 마누엘 고메스 페레이라의 「보카 보카(1995)」 같은 작품들에 출연한 것이다. 그중 스크류볼 코미디인 「보카 보카」는 바르뎀의 좀 더 가벼운 면모도 보여주었다.
바르뎀은 「비포 나이트 폴스(2000)」에서 박해 당한 쿠바의 작가 레이날도 아레나스를 연기하면서 더욱 큰 명성을 얻었고 그를 바탕으로 「콜래트럴(2004)」 같은 미국 영화에도 출연하게 되었다. 그러나 같은 스페인 출신 배우 안토니오 반데라스와 달리 바르뎀은 세계적인 프로젝트들에 출연할 뿐 아니라, 사회주의적 사실주의 영화 「햇빛 찬란한 월요일(2002)」을 비롯하여 도전적인 스페인 영화들에도 계속 출연하고 있다. 그는 알레한드로 아메나바르의 「내면의 바다(2004)」에서 사지마비환자 라몬 삼페드로를 연기함으로써 세계적인 찬사를 받았다.
"만들 가치가 있는 영화이기만 하다면야 그 영화가 어디서 온 것인지는 별로 신경 쓰지 않는다."

## 출연 작품
- 하몽 하몽
- 고야의 유령
- 노인을 위한 나라는 없다
- 먹고 기도하고 사랑하라
- 007 스카이폴
- 카운슬러
- 더 건맨
- 캐리비안의 해적: 죽은 자는 말이 없다
- 듄
- 라일 라일 크로커다일 - 헥터 역
- 에스코바르
- 듄: 파트 2 - 스틸가 역
- 엘리안과 빛나는 마법 모험 - 솔론 역
- F1 더 무비

## 수상 경력
- 1992년 CEC 어워즈 남우주연상
- 1992년 센트조어디어워드 남우주연상
- 1993년 포토그래머스 디 플라타 어워즈 남자배우상
- 1994년 제42회 산세바스찬국제영화제 남우주연상
- 1995년 제9회 고야상 남우조연상
- 1995년 CEC 어워즈 남우주연상
- 1995년 포토그래머스 디 플라타 어워즈 남자배우상
- 1995년 프리모ACE어워즈 남우주연상
- 1996년 제10회 고야상 남우주연상
- 1997년 포토그래머스 디 플라타 어워즈 남자배우상
- 1997년 제10회 유럽영화상 베스트 유러피안 남우주연상
- 1999년 포토그래머스 디 플라타 어워즈 남자배우상
- 1999년 온다스어워즈 남우주연상
- 2000년 제57회 베니스국제영화제 볼피컵 남우주연상
- 2000년 프리모ACE어워즈 남우주연상
- 2000년 남동부비평가협회상 남우주연상
- 2001년 제16회 인디펜던트스피릿어워즈 남우주연상
- 2001년 제72회 미국비평가협회상 남우주연상
- 2001년 제35회 전미비평가협회상 남우주연상
- 2001년 제16회 인디펜던트스피릿어워즈 남우주연상
- 2002년 CEC 어워즈 남우주연상
- 2002년 포토그래머스 디 플라타 어워즈 남자배우상
- 2002년 골든키키토어워즈 남우주연상
- 2002년 프리모ACE어워즈 남우주연상
- 2003년 ADIRCAE어워즈 남우주연상
- 2004년 CEC 어워즈 남우주연상
- 2004년 제17회 유럽영화상 유러피안 남우주연상
- 2004년 포토그래머스 디 플라타 어워즈 남자배우상
- 2004년 골든킨나리어워즈 남자배우상
- 2004년 센트조어디어워드 최고의 스페인배우상
- 2004년 제61회 베니스국제영화제 볼피컵 남우주연상
- 2005년 ADIRCAE어워즈 남우주연상
- 2005년 제3회 방콕국제영화제 남우주연상
- 2005년 제19회 고야상 남우주연상
- 2007년 오스틴비평가협회상 남우조연상
- 2007년 센트럴오하이오비평가협회상 남우조연상
- 2007년 캔자스시티비평가협회상 남우조연상
- 2007년 라스베가스비평가협회상 남우조연상
- 2007년 포닉스비평가협회상 남우조연상
- 2007년 남동부비평가협회상 남우조연상
- 2007년 오스틴비평가협회상 남우조연상
- 2007년 디트로이트비평가협회상 남우조연상
- 2007년 어워즈 씨어큐트 커뮤니티 어워즈 남우조연상
- 2007년 제28회 보스턴비평가협회상 남우조연상
- 2007년 제72회 뉴욕비평가협회상 남우조연상
- 2007년 제20회 시카고비평가협회상 남우조연상
- 2007년 제6회 워싱턴비평가협회상 남우조연상
- 2007년 뉴욕온라인비평가협회상 남우조연상
- 2007년 노스텍사스비평가협회상 남우조연상
- 2007년 댈러스-포트워스비평가협회상 남우조연상
- 2007년 유타비평가협회상 남우조연상
- 2007년 오클라호마비평가협회상 남우조연상
- 2007년 골든스모이스어워즈 남우조연상
- 2007년 고담어워즈 트리뷰트상
- 2007년 빌리지 보이스 폴 어워즈 남우조연상
- 2008년 센트럴오하이오비평가협회상 남우조연상
- 2008년 온라인영화비평가협회상 남우조연상
- 2008년 이탈리안온라인무비어워즈 남우조연상
- 2008년 휴스턴비평가협회상 남우조연상
- 2008년 인터네셔널온라인시네마어워즈 남우조연상
- 2008년 제79회 미국비평가협회상 남우조연상
- 2008년 플로리다비평가협회상 남우조연상
- 2008년 제23회 산타바바라국제영화제 몬테시토상
- 2008년 온라인영화&텔레비전협회상 남우조연상
- 2008년 골드더비어워즈 영화부문 남우조연상
- 2008년 제65회 골든글로브시상식 남우조연상
- 2008년 제13회 크리틱스초이스 남우조연상
- 2008년 제14회 미국배우조합상 영화부문 남우조연상
- 2008년 벤쿠버비평가협회상 남우조연상
- 2008년 토론토비평가협회상 남우조연상
- 2008년 제61회 영국아카데미시상식 남우조연상
- 2008년 제80회 아카데미시상식 남우조연상
- 2008년 제34회 새턴어워즈 최우수남우조연상
- 2010년 제63회 칸 영화제 남우주연상
- 2010년 CEC 어워즈 남우주연상
- 2010년 포토그래머스 디 플라타 어워즈 남자배우상
- 2010년 프리모 ACE 어워즈 남우주연상
- 2011년 제25회 고야상 남우주연상
- 2011년 제22회 팜스프링스국제영화제 갈라인터네셔널 스타상
- 2012년 제17회 새틀라이트시상식 남우조연상